# Виноградный (Белокалитвинский район)
Виноградный — посёлок в Белокалитвинском районе Ростовской области.
Входит в состав Синегорского сельского поселения.

## География
Посёлок расположен на правом берегу реки Северский Донец, в районе Виноградного находится плотина-шлюз.

### Улицы
| - ул. Артиллерийская - ул. Дзержинского - ул. Речная - ул. Кривошлыкова - ул. Матросова - ул. Панфилова | - ул. Калинина - ул. Попова - ул. Ползунова - ул. Песчаная - ул. Павлова | - пер. Авиационный - пер. Азовский - пер.Майский - пер. Лагерный |

## Население
| 1989 | 2002 | 2010 |
| ---- | ---- | ---- |
| 1076 | ↘965 | ↘721 |